# Accademia Roveretana degli Agiati
L'Accademia Roveretana degli Agiati di Scienze Lettere ed Arti è un'istituzione culturale nata a Rovereto nel 1750.

## Storia

### Clima culturale che portò alla fondazione e primi anni
A Rovereto, nel 1672, iniziò l'attività un Ginnasio, (subito considerato una palestra intellettuale per i giovani studenti e gli studiosi) e nei vari salotti si fecero strada nuove idee illuministe.
Nel 1750, per iniziativa del circolo intellettuale che si riuniva nella dimora patrizia di Giuseppe Valeriano Vannetti e della moglie Bianca Laura Saibante, allieva di Girolamo Tartarotti e madre di Clementino Vannetti prese vita il progetto. Sul modello dell'Accademia nata a Roma nel 1690 ma con lo sguardo rivolto alla vicina area di cultura germanica, venne fondata l'Accademia Roveretana degli Agiati. 
La definizione di Agiati venne intesa con l'accezione di andare adagio, e la nuova associazione culturale, nella denominazione latina, fu infatti l'Academia lentorum.
Come tutte le Accademie che stavano sorgendo in quegli anni rispose al bisogno di promuovere la cultura e le scienze e, allo stesso tempo, di preservare il prestigio dei ceti nobiliari del luogo, depositari e garanti della conoscenza, anche grazie al possesso di biblioteche private. Si trattava di società in equilibrio tra la ricerca di nuove forme di trasmissione della cultura ed il bisogno del riconoscimento da parte dell'autorità, fonte di legittimazione e di sostegno economico.
Nelle intenzioni di Vannetti, dei fratelli Saibante, di Festi e di Givanni l'Accademia non doveva essere un'istituzione privata, ed infatti, il 27 dicembre 1751, ebbe luogo la prima adunanza pubblica, replicata il 30 aprile 1752. Parteciparono a queste ed alle seguenti iniziative le più importanti cariche politiche e gli esponenti di spicco del mondo economico di Rovereto. Le linee guida ispiratrici furono individuate nei principi enciclopedici e nel riconoscimento delle specifiche scelte culturali dei suoi membri.

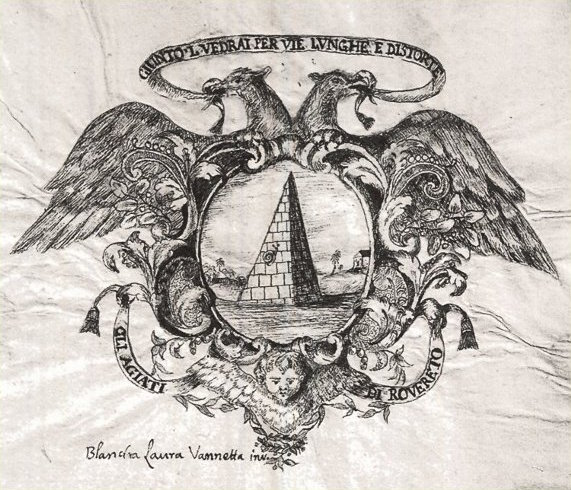
Il primo emblema dell'Accademia degli Agiati, opera di Bianca Laura Saibante

L'imperatrice Maria Teresa d'Austria, rispondendo alle attese dei fondatori, quando l'Accademia si affermò per fama e prestigio, nel 1753, la riconobbe ufficialmente ratificandone gli statuti e conferendole lo status di istituto scientifico e letterario privilegiato ed autonomo nei suoi ordinamenti interni ed esterni.
Lo stemma dell'Accademia degli Agiati, disegnato dalla stessa Bianca Laura Saibante, raffigura una piccola lumaca che, con una lenta ma costante ascesa, è diretta verso la vetta della piramide della conoscenza. Sulla sommità reca il cartiglio con il motto petrarchesco: Giunto 'l vedrai per vie lunghe e distorte.
L'Accademia iscrisse tra i suoi soci ordinari e corrispondenti illustri esponenti della cultura italiana ed internazionale. Dieci anni dopo la fondazione, nel 1760, i Soci erano già 388. Tra questi si annoveravano Melchiorre Cesarotti, Giovanni Battista Morgagni, Paolo Frisi, Felice Fontana, Gregorio Fontana, Saverio Bettinelli, Filippo Rosa Morando, Giovanni Battista Borsieri, Scipione Maffei, Giuseppe Bartolomeo Stoffella della Croce, Gasparo Gozzi, Carlo Goldoni, Lorenzo Barotti e molti altri, fra i quali anche eminenti intellettuali tedeschi, spagnoli e francesi.
Girolamo Tartarotti non divenne mai socio dell'Accademia, malgrado il forte legame che lo unì a Bianca Laura Saibante ed al fratello Francesco, e questo principalmente per il forte contrasto tra lui ed uno dei primi soci dell'Accademia, Scipione Maffei.

### Rifiuto del progetto di Maria Teresa d'Austria
Dopo la morte del principale animatore dell'Accademia, Giuseppe Valeriano Vannetti, avvenuta il 15 luglio 1764, il fervore dei primi anni si ridusse. L'ambiente culturale roveretano si distaccò, in parte, dall'influenza di Vienna, e la stessa associazione risentì del mutato clima, essendone in parte causa. Le idee pragmatiche e più rivolte al sociale vennero disattese, e gli eruditi dell'Accademia si ritrovarono spesso ad approfondire aspetti speculativi, formali e meno pratici.

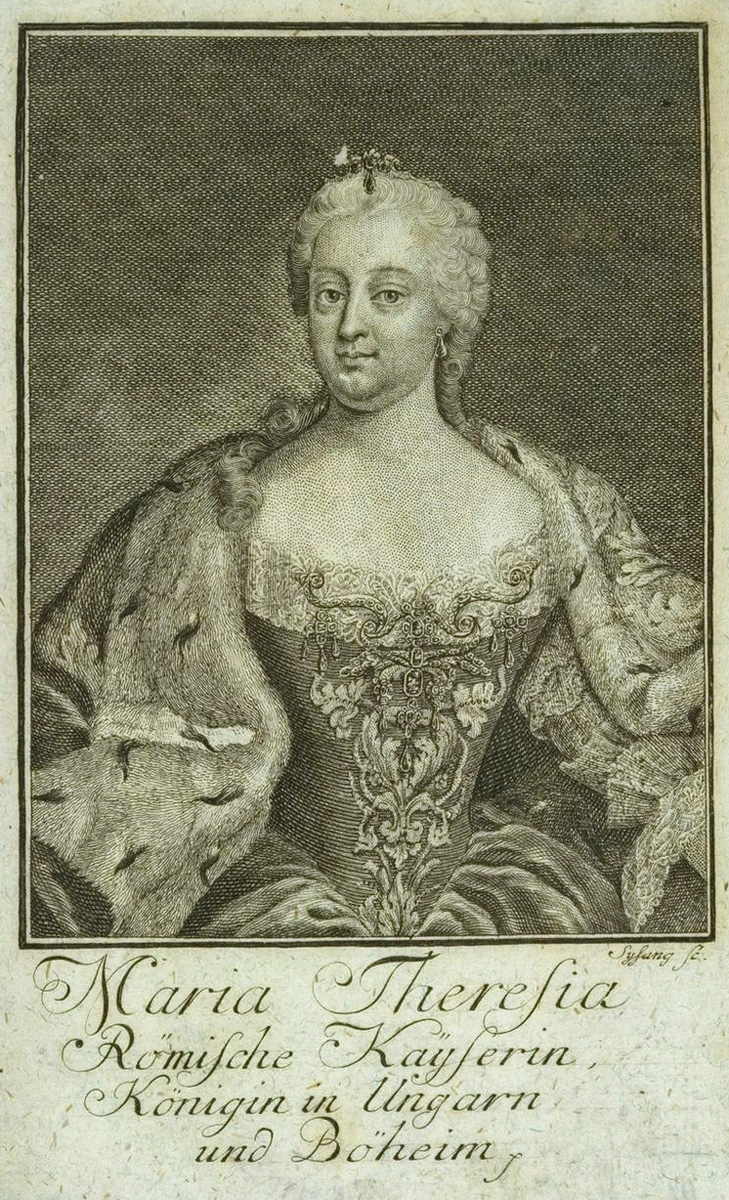
Maria Teresa d'Austria

Quando circa un anno dopo, il 2 luglio 1765, Maria Teresa d'Austria propose a Rovereto, come a tutte le altre istituzioni appartenenti alla sfera di influenza asburgica, un mutamento delle finalità sociali privilegiando il commercio, le attività produttive (come l'agricoltura) e le arti la risposta che ricevette fu la richiesta di tempo per poter riprogettare le finalità che si erano date gli agiati.
Il lavoro di progettazione della nuova struttura accademica venne curato principalmente da Francesco Saibante e alla fine produsse l'ipotesi di nuova società economica, formata solo da membri dell'Accademia, che avrebbe gestito sia la stessa Accademia sia tutte le iniziative suggerite dalla sovrana austriaca.
La risposta definitiva che arrivò a Vienna tuttavia fu un rifiuto, pur se non esplicito, di modificare lo statuto fondativo dell'Accademia da parte degli agiati. Fu un distacco formale, più che sostanziale, perché in realtà gli agiati iniziarono ad interessarsi di arte ed agricoltura, ma non seguirono le indicazioni della corona imperiale, come invece accadde in altre città, come ad esempio Innsbruck.
Le motivazioni che portarono a questa non facile rottura di condivisione di ideali vanno ricercate nel tentativo di Vienna di perseguire un proprio cammino di assolutismo illuminato e nell'esigenza opposta degli agiati roveretani di mantenere un'impostazione autonoma nel dibattito culturale e scientifico del tempo. Uno degli effetti negativi di tale scelta fu la progressiva marginalizzazione dell'Istituzione di Rovereto.

### Clementino Vannetti
Clementino Vannetti divenne segretario perpetuo degli Agiati nel 1776.

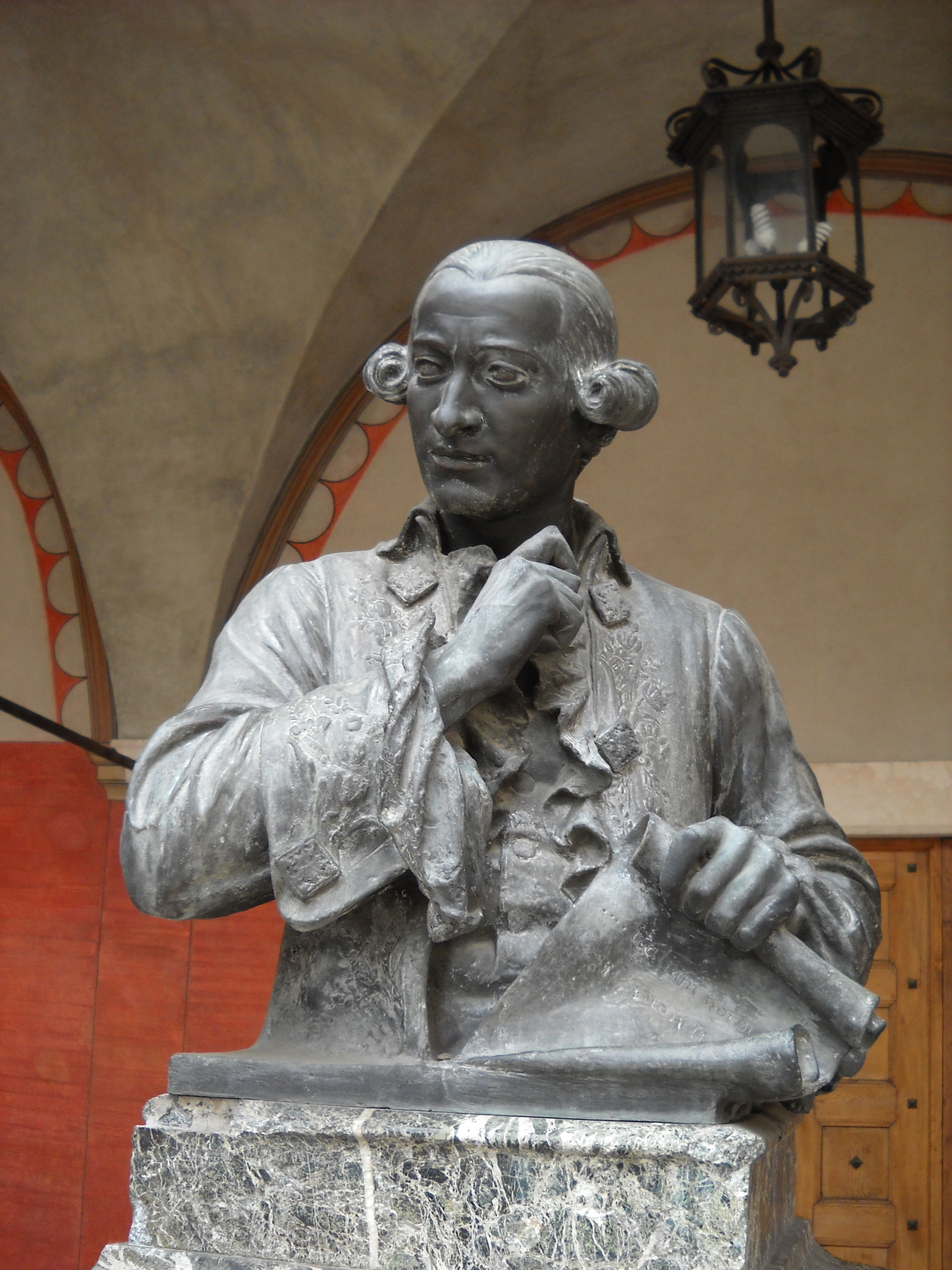
Clementino Vannetti, Segretario perpetuo dell'Accademia degli Agiati

Con lui continuò il periodo di isolamento dalle istituzioni e si registrò una riduzione della spinta enciclopedica anche se non vennero meno completamente le spinte iniziali. Ci fu un tentativo di avvicinamento con Vienna quando tra lui e l'amico Joseph Sperges si volle mantenere un legame tra Italia, Tirolo ed Austria (l'accademia roveretana rappresentava in quel momento la più importante associazione culturale sul territorio italiano controllato dalla corona austriaca).
Tuttavia la forte resistenza verso la cultura e la lingua tedesca di Vannetti non permise di continuare nel solco dei soci fondatori e dei primi Agiati, e del resto tale avversione era giustificata dalla politica imperiale che aveva iniziato ad imporre dazi ed a ridurre alcuni privilegi dei quali godeva la città di Rovereto.
Giambattista Graser fece associare all'Accademia importanti studiosi ed intellettuali tedeschi ed austriaci per mantenere vivo lo spirito che aveva animato i primi passi degli Agiati, e anche alcuni studiosi roveretani, come Clemente Baroni Cavalcabò e Valeriano Malfatti operarono per ridurre la crescente diffidenza reciproca.
Vannetti tuttavia aveva una forte personalità, prese il pieno controllo degli Agiati e si mise talvolta in contrasto anche con l'ambiente cittadino. Iniziò una polemica con Vincenzo Monti che ebbe l'effetto di isolare ulteriormente l'Accademia anche dal mondo culturale italiano.
Tra il 1776 ed il 1795 quindi l'Accademia iniziò a ridurre i propri incontri sociali, a perdere privilegi e prerogative concessi dall'impero (anche in considerazione delle tendenze sempre più accentratrici prima di Maria Teresa e poi di Giuseppe II). Vannetti si oppose ad esempio all'introduzione della lingua tedesca nelle scuole e nei tribunali. Nello stesso tempo entrò in crisi la vita economica e produttiva di Rovereto, anche per i già citati dazi, e in definitiva, con la morte dello studioso, l'Accademia cessò di fatto la sua funzione, superata dai tempi, e sospese la sua attività.

### Rinascita dopo il periodo napoleonico

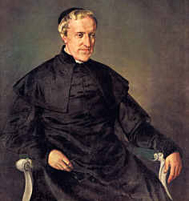
Antonio Rosmini, Presidente perpetuo dell'Accademia degli Agiati. Ritratto a olio di Francesco Hayez, presso la Galleria d'Arte Moderna (Milano) del 1853.

In contemporanea con l'arrivo dell'esercito napoleonico in Trentino, l'Accademia visse un momento di vero e proprio letargo, già iniziato tuttavia con la morte di Vannetti. Rovereto divenne terra di passaggio di eserciti stranieri, e l'intero Trentino passò sotto varie amministrazioni. Divenne terra di confine ora Tirolese ora appartenente al regno d'Italia, con capitale Milano.
Il conte Perolari Malpignati, sottoprefetto di Trento per il governo francese, tentò di far rinascere l'Accademia, citando esplicitamente due grandi roveretani come Vannetti e Tartarotti, ed aprì in modo solenne la nuova stagione del sodalizio il 7 gennaio 1813 alla presenza tuttavia di soli 13 dei vecchi agiati.
In quell'occasione il nome venne mutato in Società letteraria di Rovereto, si esplicitò il principio che le donne non dovevano essere invitate alle attività sociali e che la nuova Società avrebbe dotuto essere sottoposta a controlli da parte della polizia. Con la fine della stagione napoleonica tuttavia, e con la conseguente restaurazione, l'Austria riprese il controllo locale e l'Accademia riconquistò vitalità.
Antonio Rosmini venne aggregato nel 1813, ancora sedicenne, ed iniziò da subito a presentare alcune sue opere e, nello stesso periodo, fondò la sua Accademia rosminiana dei Vannetti. In seguito Rosmini lasciò Rovereto per continuare i suoi studi a Padova ma tornò nel 1817 e da quel momento contribuì ad accrescere il prestigio dell'Accademia intervenendo con numerosi e originali saggi ma prima ancora, con la sua capacità di raccogliere nuovamente attorno agli Agiati l'interesse culturale che si era perduto. Il filosofo partecipò anche alla stesura del nuovo statuto dell'Accademia, che entrò in vigore nel 1825.
Un fatto storico importante per Trento influì su questa fase della vita dell'Accademia. Nel 1803 il Principato vescovile di Trento venne secolarizzato dall'imperatore Francesco d'Asburgo e i vescovi di Trento dovettero far fronte alla crisi che ne conseguì. Quando apparve sulla scena una personalità come Rosmini, questa fu vista come occasione di rilancio dell'attività pastorale in tutto il territorio, ed in particolare a Rovereto.
Nella seconda metà dell'Ottocento l'Accademia fece propri i principi filosofici di Antonio Rosmini, che fu nominato suo presidente perpetuo.
Alla morte del filosofo don Francesco Paoli, suo segretario ed esecutore delle volontà, già direttore di Casa Rosmini, si spese per la rinascita dell'Accademia, ne fu nominato presidente nel 1872 e conservò tale carica sino al 1888.

### Atti Accademici e personalità legate all'Accademia
Nel 1883 iniziò la regolare pubblicazione degli Atti Accademici, che prosegue senza interruzioni da allora sino ai giorni nostri.
Tra gli studiosi e le personalità che divennero soci o furono aggregati all'Accademia si possono ricordare: Demetrio Leonardi, Alessandro Manzoni, Federico Halbherr, Paolo Orsi, Margherita Guarducci, Gianandrea Gavazzeni, Giacomo Bresadola; Benito Mussolini fu aggregato quale socio onorario nel 1926 assieme a Luigi Federzoni; Giovanni Battista Caproni, Luigi Comel, Luciano Baldessari, Aldo Gorfer, Vigilio Inama, Quintilio Perini, Giuseppe Chini, Giacomo Stefani, Pietro Porta, Bartolomeo Venturini, Desiderio Reich, Othmar Winkler, Riccardo Zandonai, Fortunato Zeni, Oddone Tomasi, Fortunato Depero, Giorgio Wenter Marini, Renato Dionisi, Lionello Fiumi, Fausto Melotti, Piero Leonardi,Giovanni Battista Trener, Washburne Carleton Wolsey, Tullio Fait, Adam Wandruszka, Luciano Miori, Umberto Tomazzoni, Giuseppe Dalbosco, Ferruccio Trentini presidente dell'Accademia dal 1961 al 1979.
Nel 1987 l'Accademia acquisì personalità giuridica.

## Sedi dell'Accademia
Dal momento della sua fondazione l'Accademia ebbe, nel tempo, varie sedi.
I primi accademici si ritrovavano nel salotto di Bianca Laura Saibante, prossima sposa di Giuseppe Valeriano Vannetti, nella sua dimora nobiliare di Borgo Santa Caterina a Rovereto, per passare poi alla casa Vannetti in Vicolo San Giuseppe che affianca l'arcipretale di San Marco. In tempi più moderni fu ospitata nella scuola elementare Regina Elena, quindi nel palazzo ex Annona, il palazzo Piomarta.
Dal 2002 è ospitata dalla Fondazione Cassa di Risparmio di Trento e Rovereto al piano nobile della sua sede, il palazzo Del Ben e dei conti d'Arco, che si affaccia sulla piazza Rosmini.

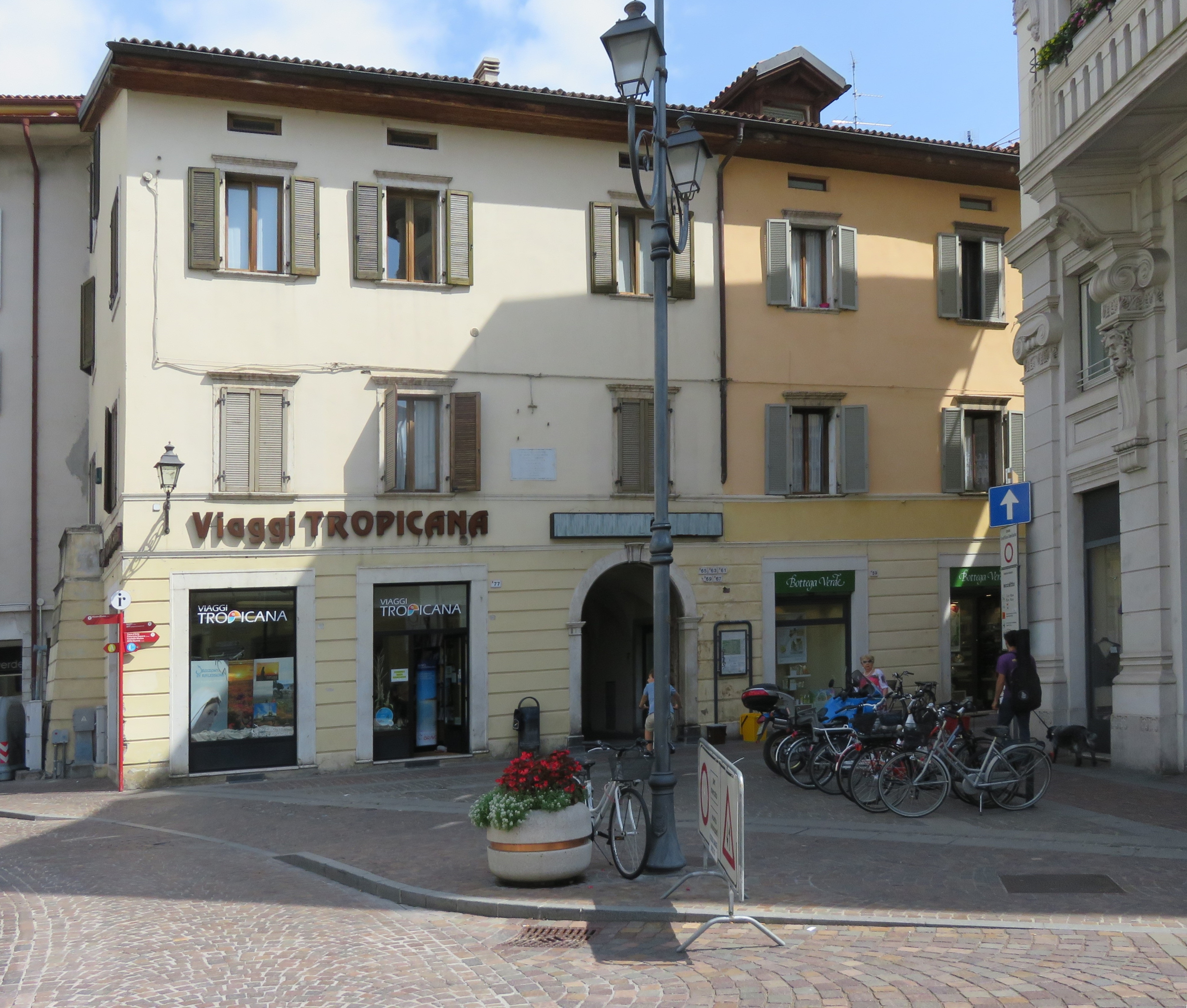
Uno dei primi luoghi di incontro dei soci fondatori dell'Accademia, nel 1750, in via Garibaldi 61 a Rovereto
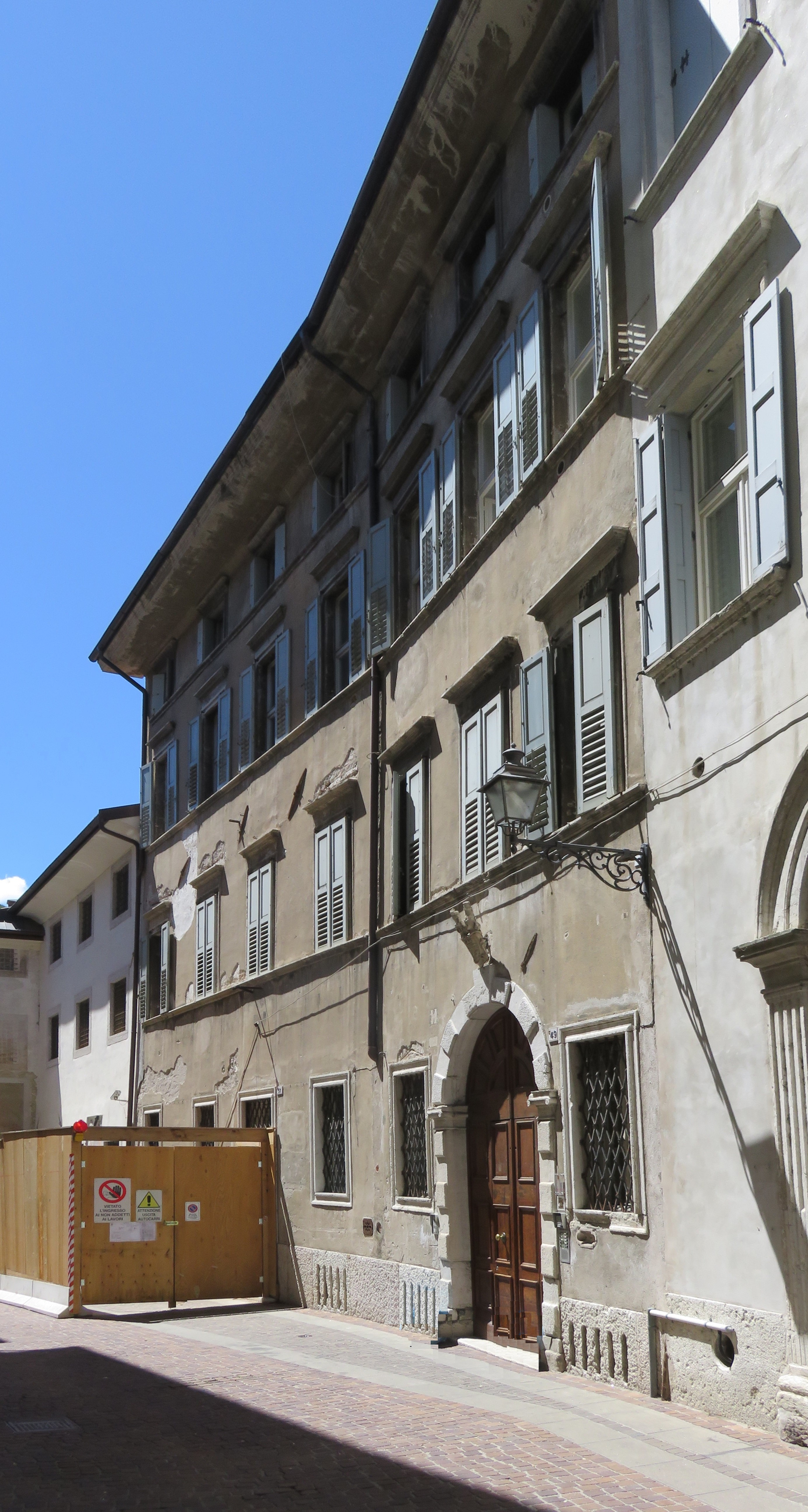
Ex casa Vannetti, sede dell'Accademia dal 1766 al 1795
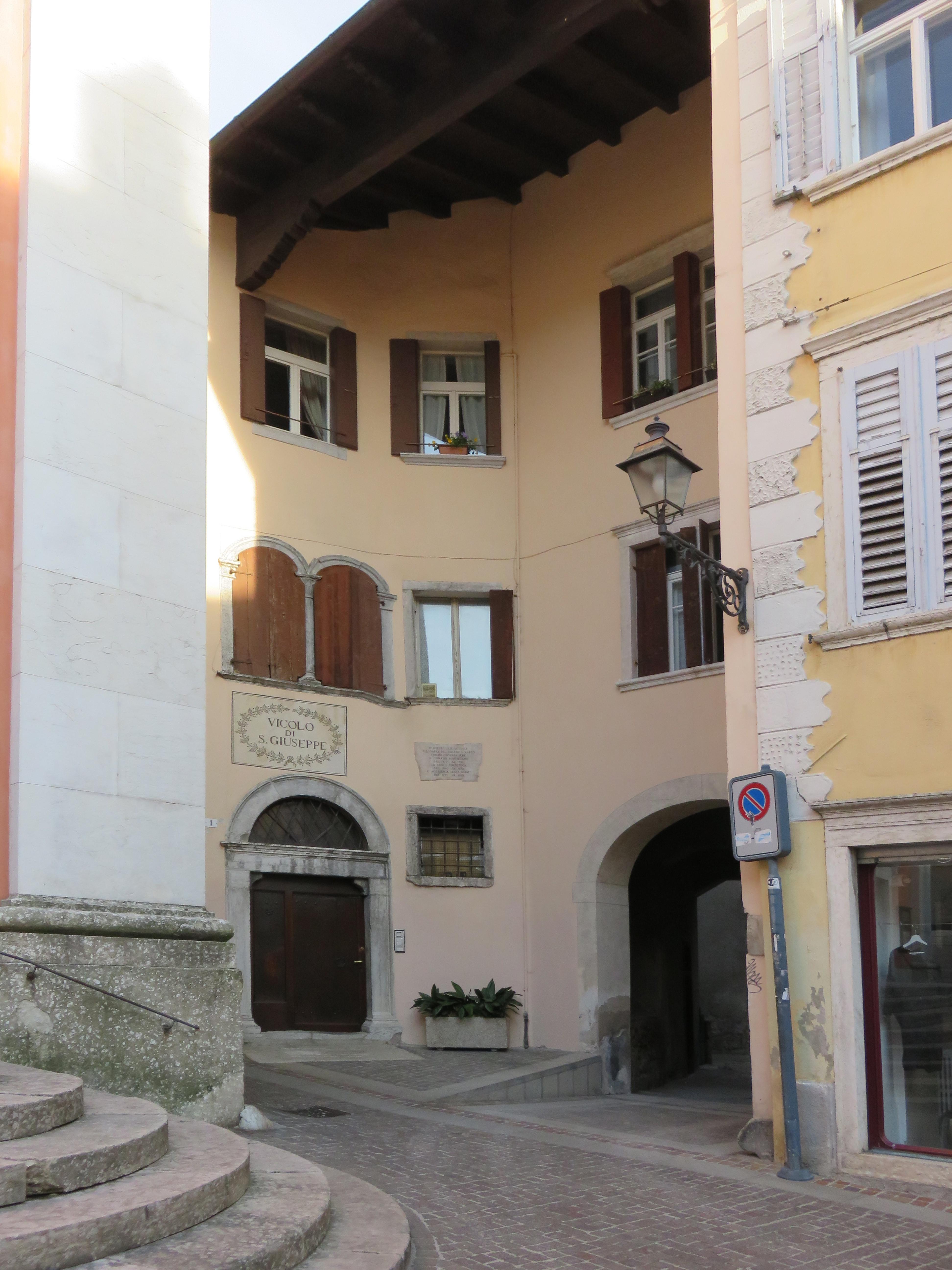
Casa in vicolo San Giuseppe, sede dell'Accademia dal 1795 al 1810
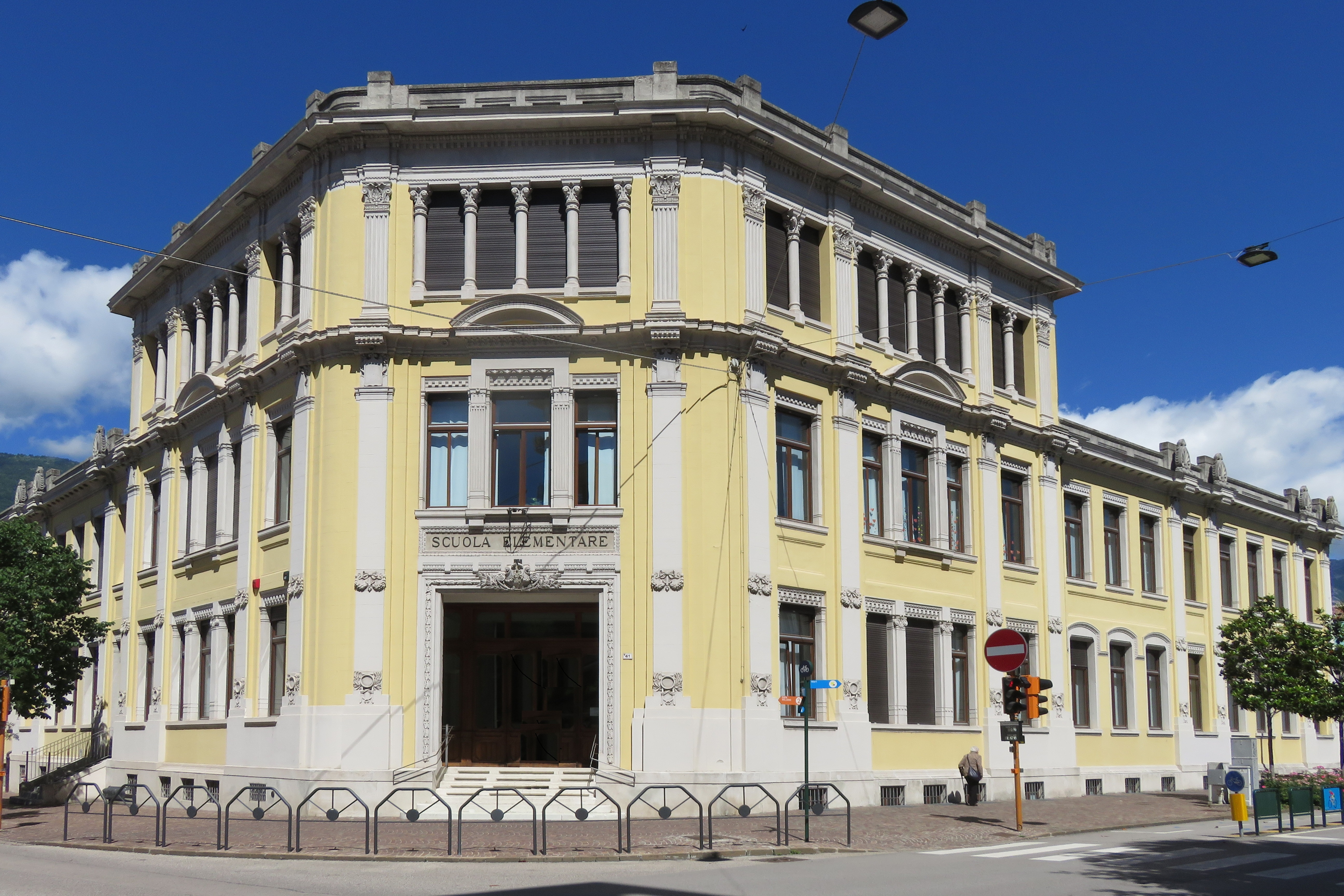
Scuola elementare Regina Elena, sede dell'Accademia dal 1907 al 1920
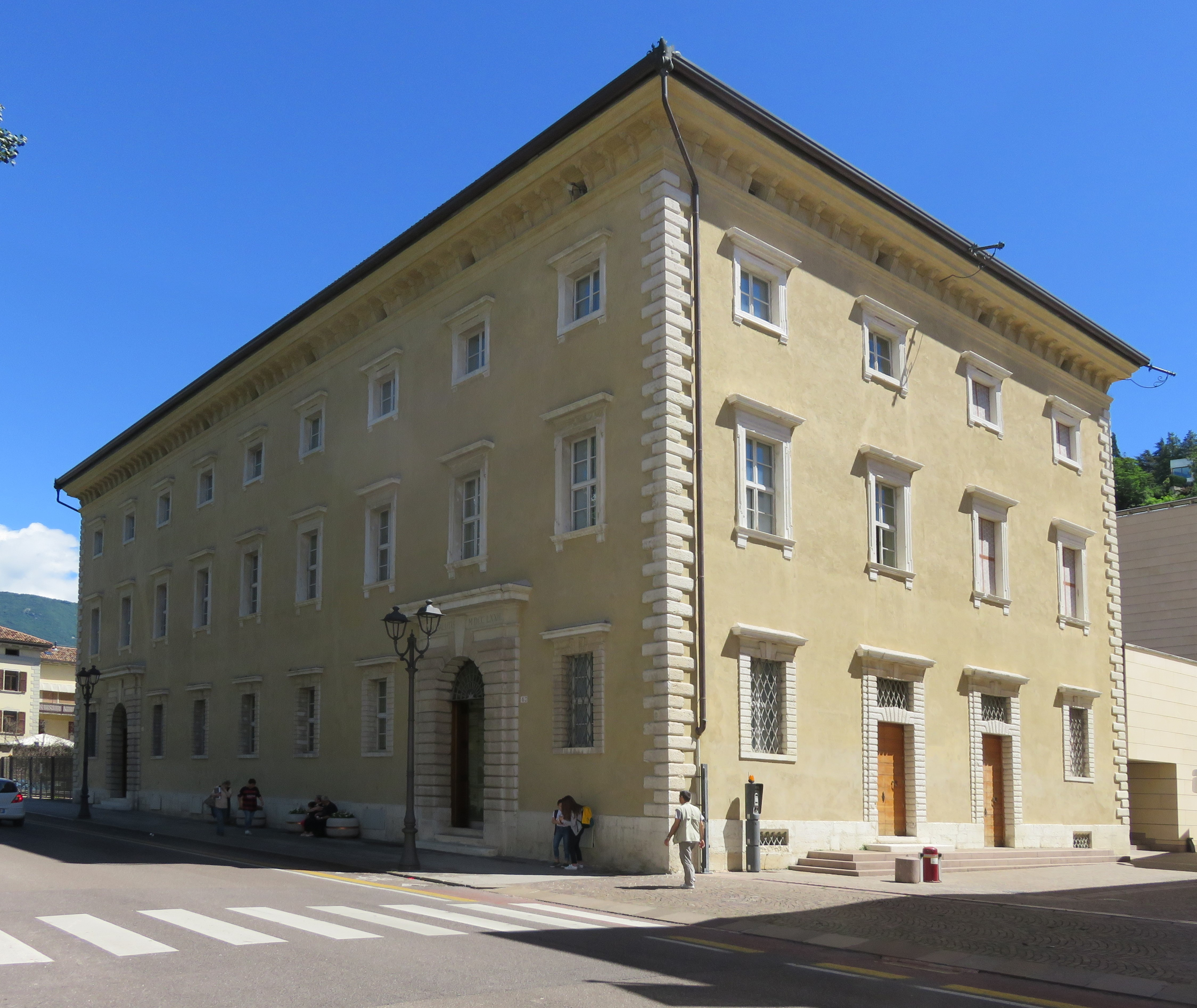
Palazzo Annona, corso Bettini, sede dell’Accademia dal 1922 al 1982
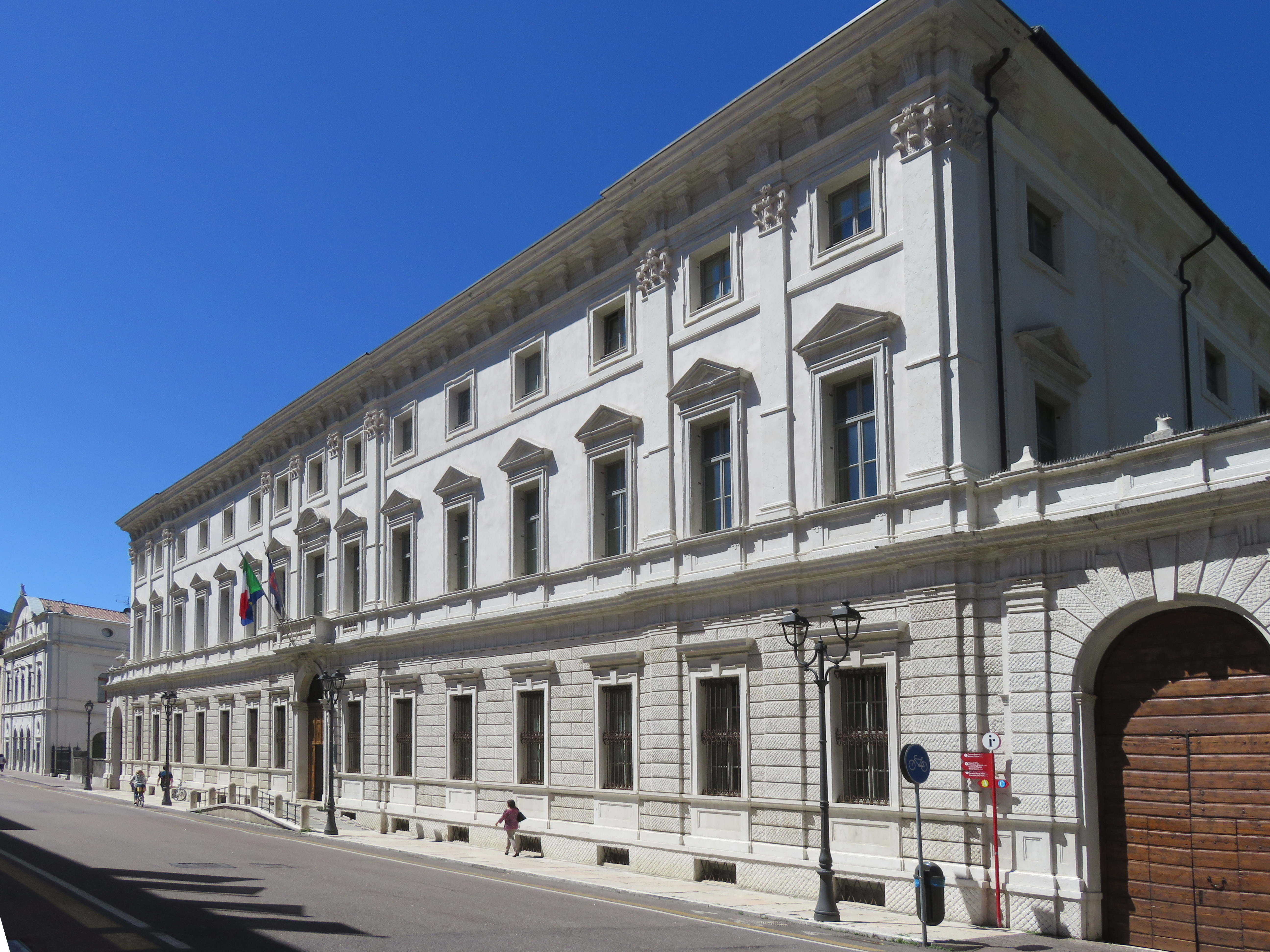
Palazzo Piomarta in corso Bettini, sede dell'Accademia dal 1950 al 1952
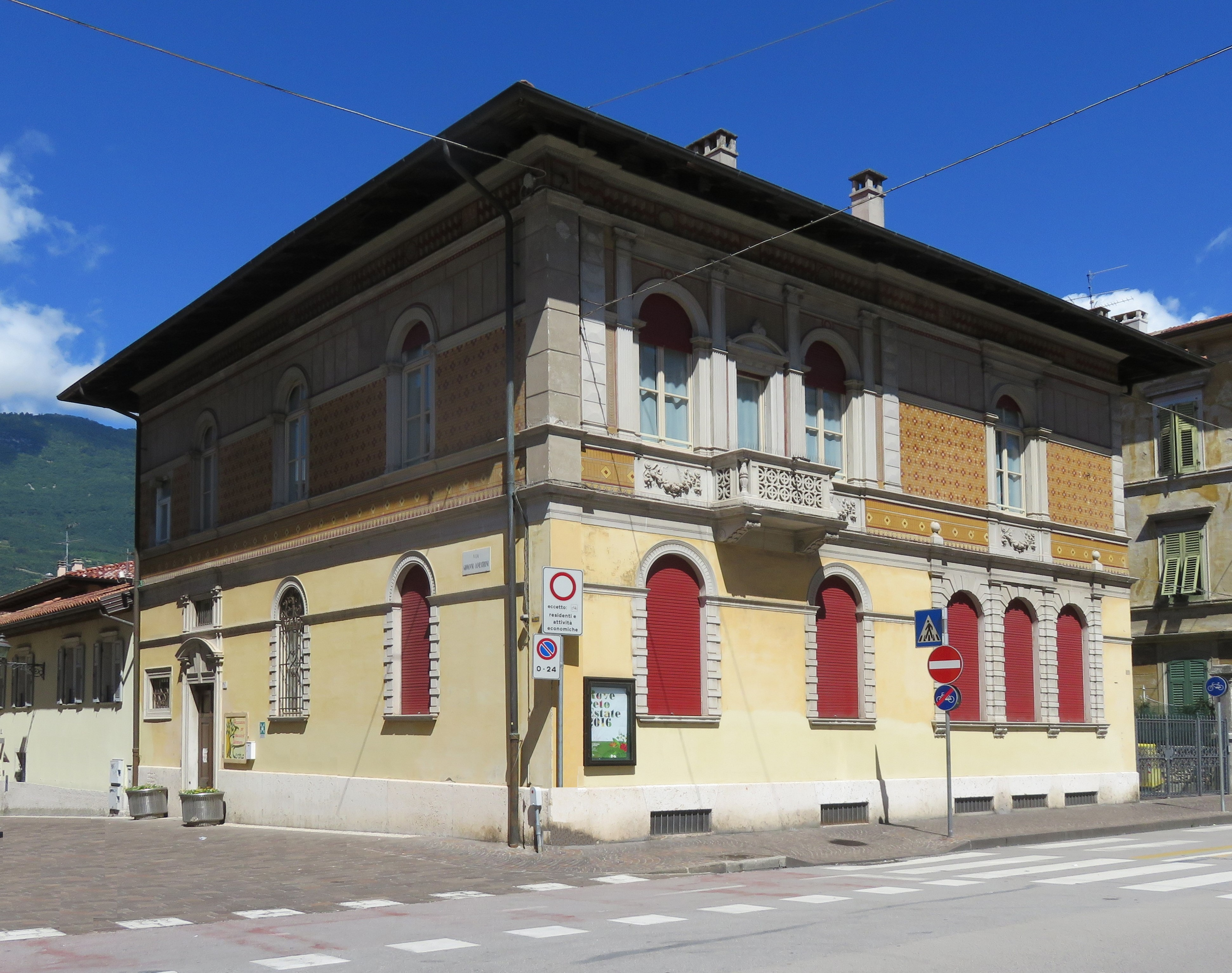
Casa Tranquillini, sede dell’Accademia dal 1982 al 2002
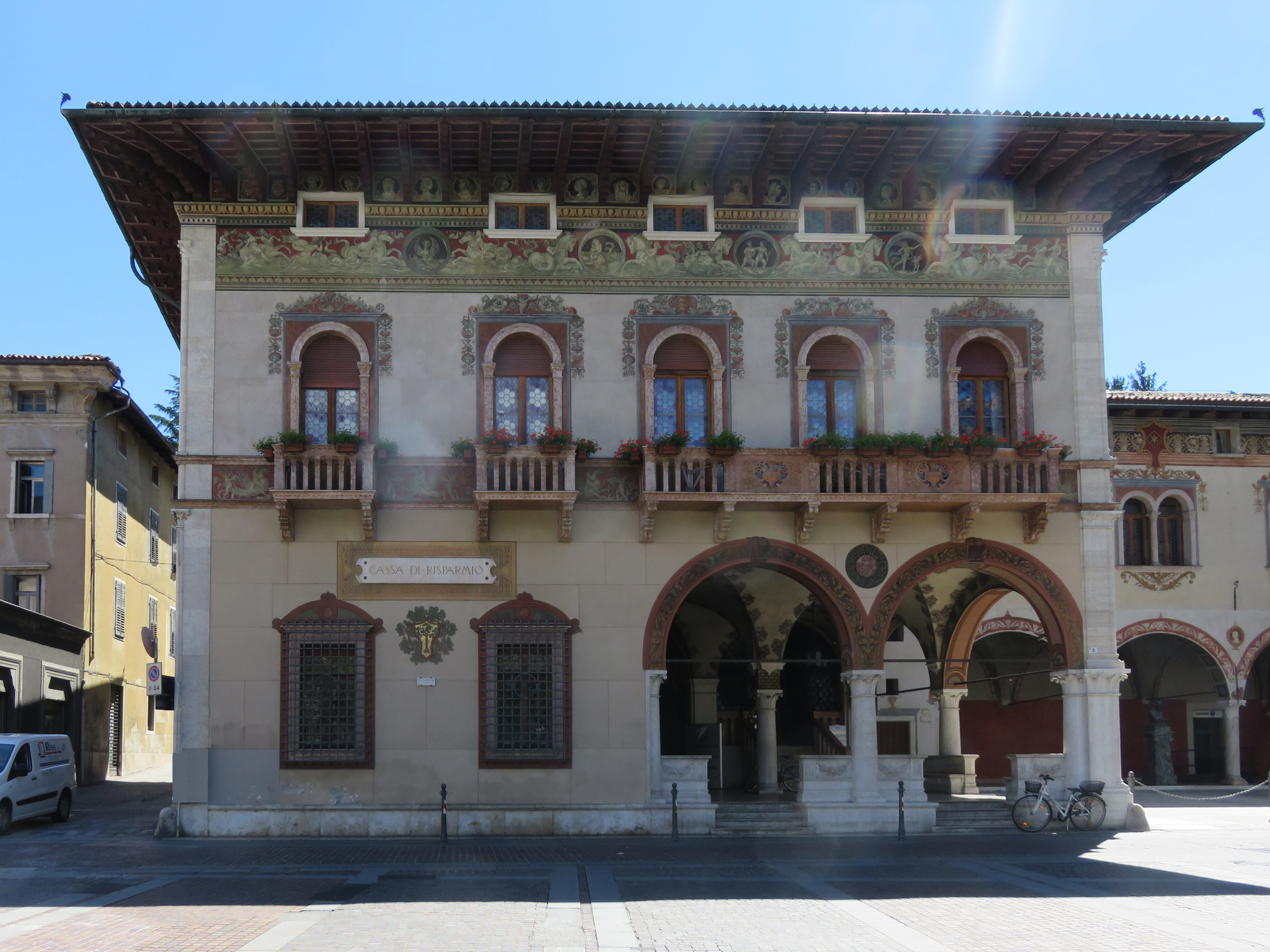
Palazzo Del Bene, sede dell'Accademia dal 2002.

## Modifiche al nome dell'Accademia nel corso degli anni
Nel corso degli anni, dal momento della sua fondazione, l'Accademia ha via via modificato nome. Sino al 1827 è stata: Imperial Regia Accademia Roveretana, poi I.R. Accademia di Scienze e Lettere in Rovereto, I.R. Accademia Roveretana, I.R. Accademia Scientifica e Letteraria degli Agiati di Rovereto, I.R. Accademia Roveretana degli Agiati ed infine, dal 1922, Accademia Roveretana degli Agiati di Scienze, Lettere ed Arti.